# Cyclodictyon dixonianum
Cyclodictyon dixonianum är en bladmossart som beskrevs av Fernand Mathieu Hubert Demaret 1952. Cyclodictyon dixonianum ingår i släktet Cyclodictyon och familjen Hookeriaceae. Inga underarter finns listade i Catalogue of Life.